# Wittsteinia papuana
Wittsteinia papuana är en tvåhjärtbladig växtart som först beskrevs av Steen., och fick sitt nu gällande namn av C.G.G.J. van Steenis. Wittsteinia papuana ingår i släktet Wittsteinia och familjen Alseuosmiaceae. Inga underarter finns listade i Catalogue of Life.